# Élections législatives malaisiennes de 1995
Les élections législatives malaisiennes de 1995 se sont déroulées les 24 avril 1995 et 25 avril 1995 .